# Overrechtvaardigingseffect
Het overrechtvaardigingseffect treedt op wanneer een verwachte externe prikkel, zoals geld of prijzen iemands intrinsieke motivatie om een taak uit te voeren vermindert. Volgens de zelfperceptietheorie besteden mensen meer aandacht aan de externe beloning voor een activiteit dan aan het inherente plezier en voldoening van de activiteit zelf. 
Het belonen van een eerder onbeloonde activiteit veroorzaakt een verschuiving naar extrinsieke motivatie en een ondermijning van de reeds bestaande intrinsieke motivatie. Zodra de beloning niet meer aangeboden wordt is de interesse in de activiteit verloren. De vroegere intrinsieke motivatie komt niet terug, en extrinsieke beloningen moeten continu worden aangeboden als motivatie om de activiteit te ondersteunen.